# Dérives (film)
Pour les articles homonymes, voir Dérives.
Pour plus de détails, voir Fiche technique et Distribution.
Dérives[réf. nécessaire] (Derivas) est un film indépendant portugais de long métrage réalisé par Ricardo Costa (autobiographie, comédie, docufiction, métafiction). L'action se déroule à Lisbonne, ville dont il dessine un portrait en style de comédie.
Brumes (Brumas) — présenté pour la première fois à la 60e Mostra de Venise en 2003, sorti à New York au Quad Cinema en 2011 —, est le premier film d'une trilogie autobiographique de docufictions, Lointains (Longes). Brumes est suivi par Dérives (Derivas), film de 2016, . Le dernier film de cet ensemble, Falaises (Arribas), illustre le retour du "héros" aux lieux de Brumes, son pays natal, où il fait des découvertes étonnantes et se voit face à des personnages troublants.
Après Brumes et Dérives, Falaises (Arribas) est ainsi le dernier film d’une trilogie biographique sur le temps et les errances de l’Homme.

## Synopsis
« Un portrait de Lisbonne suivant les déambulations de deux frères dépareillés à travers la ville », citation du producteur.

## Fiche technique
- Titre : Dérives
- Titre original : Derivas
- Réalisation : Ricardo Costa
- Scénario : Ricardo Costa
- Montage : Ricardo Costa, Pedro Caldeira
- Photographie et caméra : Miguel Serra, Ricardo Costa
- Son : Nuno Cruz, Nuno Sopa, Pedro Melo, Ana Reis
- Producteur : Ricardo Costa
- Date de sortie :
  - Portugal : 15 janvier 2016[7]

## Production
Film à petit budget financé par le producteur "avec la collaboration d’étudiants de plusieurs écoles et universités de Lisbonne, d’amis dévotes, de citoyens confiants, d’institutions publiques et privées."
- Tournage : 2009-2013
- Post-production : 2014-2016
- Lieux de tournage : Lisbonne (Portugal)

## Distribution
- Ricardo Costa : Ricardo (le photographe) et son frère Antonio (l'horloger)
- Joana Duque : Mariana
- Luis Cousinha : l'horloger ami d’Antonio
- Fernando Correia de Oliveira : l'historien du Temps
- Paulo Crawford : l'astrophysicien
- Helder Costa : Lunetas
- Duarte Silva : le jeune homme perturbé
- Guya Accornero : l'historienne
- Goffredo Adinolfi : l'historien
- Lígia Pereira : Li
- Argentina : elle-même
- Quim : lui-même
- Les habitants de Lisbonne